# Marvila
Marvila (wymowaⓘ) – wieś w Rumunii, w okręgu Bacău, w gminie Corbasca. W 2011 roku liczyła 542 mieszkańców.